# William H. Stevenson
William Henry Stevenson (* 23. September 1891 in Kenosha, Wisconsin; † 19. März 1978 in La Crosse, Wisconsin) war ein US-amerikanischer Politiker. Zwischen 1941 und 1949 vertrat er den Bundesstaat Wisconsin im US-Repräsentantenhaus.

## Werdegang
William Stevenson kam bereits im Jahr 1894 mit seinen Eltern nach La Crosse. Dort besuchte er die öffentlichen Schulen. Anschließend studierte er bis 1912 am dortigen Teachers College. Zwischen 1912 und 1916 unterrichtete er in verschiedenen Städten in Wisconsin als Lehrer. Danach studierte er bis 1919 an der University of Wisconsin–Madison. Nach einem anschließenden Jurastudium an derselben Universität und seiner im Jahr 1920 erfolgten Zulassung als Rechtsanwalt begann er in Richland Center in seinem neuen Beruf zu arbeiten. Zwischen 1922 und 1924 war er Gerichtsbeauftragter und Scheidungsberater im Richland County. Von 1924 bis 1926 war er im gleichen County Bezirksstaatsanwalt. Im Jahr 1930 kehrte er nach La Crosse zurück, wo er als privater Rechtsanwalt arbeitete. Zwischen 1935 und 1941 war er auch im La Crosse County als Bezirksstaatsanwalt tätig.
Politisch war Stevenson Mitglied der Republikanischen Partei. Bei den Kongresswahlen des Jahres 1940 wurde er im dritten Wahlbezirk von Wisconsin in das US-Repräsentantenhaus in Washington, D.C. gewählt, wo er am 4. Januar 1941 die Nachfolge des zwischenzeitlich verstorbenen Harry W. Griswold antrat. Nach drei Wiederwahlen konnte er bis zum 3. Januar 1949 vier Legislaturperioden im Kongress absolvieren. Diese waren bis 1945 von den Ereignissen des Zweiten Weltkrieges und danach von dessen Folgen bestimmt. Damals begann auch der Kalte Krieg.
1948 wurde Stevenson von seiner Partei nicht mehr für eine weitere Legislaturperiode nominiert. In den folgenden Jahren praktizierte er wieder als Anwalt. Inzwischen war er auch am Obersten Gerichtshof der Vereinigten Staaten als Anwalt zugelassen worden. Seine letzten Lebensjahre verbrachte Stevenson in Onalaska. Er starb am 19. März 1978 in La Crosse und wurde in Onalaska beigesetzt.